# Naga (Cebu)
Naga é um cidade de  quinta classe de renda da cidade (d) na província Cebu, nas Filipinas. De acordo com o censo de 1 de maio  de  2020 possui uma população de 133 184 pessoas e 32 011 domicílios.